# 尼古拉·杜謝
尼古拉·杜謝（法語：Nicolas Douchez；1980年4月22日—）是法國的一位前足球運動員，在場上的位置是門將。在轉會巴里聖日耳曼之前，他曾經效力於圖盧茲和雷恩